# Notchietown (Oklahoma)
Notchietown es un lugar designado por el censo ubicado en el condado de Sequoyah en el estado estadounidense de Oklahoma. En el Censo de 2010 tenía una población de 373 habitantes y una densidad poblacional de 29,29 personas por km².

## Geografía
Notchietown se encuentra ubicado en las coordenadas 35°35′7″N 95°5′23″O / 35.58528, -95.08972. Según la Oficina del Censo de los Estados Unidos, Notchietown tiene una superficie total de 20.49 km², de la cual 20.25 km² corresponden a tierra firme y (1.21%) 0.25 km² es agua.

## Demografía
Según el censo de 2010, había 373 personas residiendo en Notchietown. La densidad de población era de 29,29 hab./km². De los 373 habitantes, Notchietown estaba compuesto por el 57.37% blancos, el 0% eran afroamericanos, el 32.17% eran amerindios, el 0% eran asiáticos, el 0% eran isleños del Pacífico, el 0% eran de otras razas y el 10.46% pertenecían a dos o más razas. Del total de la población el 1.88% eran hispanos o latinos de cualquier raza.